# S’Almadrava

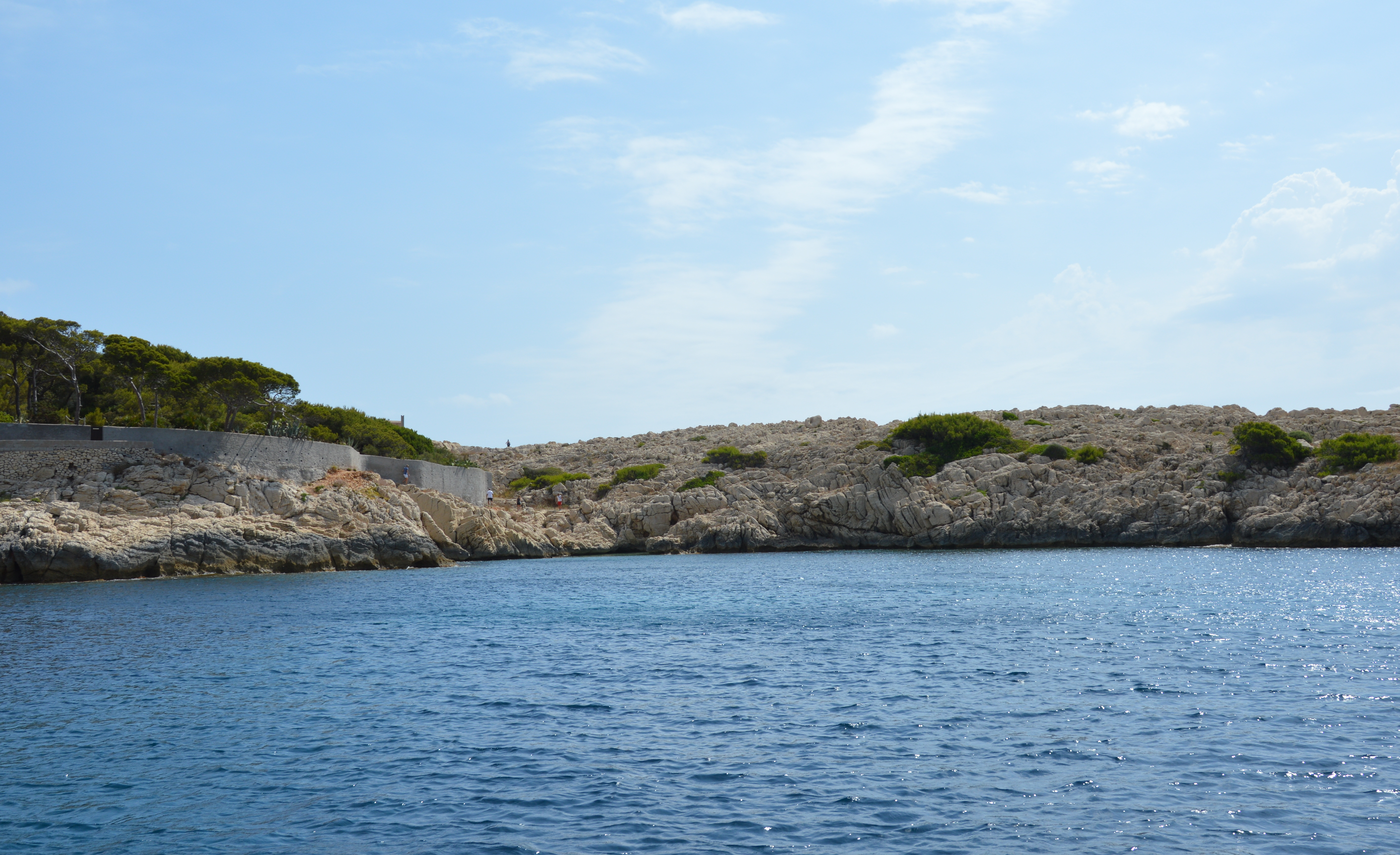
S’Almadrava, Blick in die Bucht

S’Almadrava ist eine Bucht an der nordöstlichen Küste der zu Spanien gehörende Mittelmeerinsel Mallorca im Gebiet der Gemeinde Capdepera, östlich von Cala Rajada.
Die felsige Bucht befindet sich an der Nordwestseite des Kaps Punta de Cala Gat, westlich erstreckt sich die Bucht Cala Gat. S’Almadrava ist seeseitig etwa 80 Meter breit und reicht ungefähr 60 Meter in das Land hinein. Zur nördlich angrenzenden Wohnbebauung besteht eine Mauer.

## Quelle
- Karte Mallorca North, Editorial Alpina, SL

Koordinaten: 39° 42′ 38,2″ N, 3° 28′ 28,4″ O